# Giesteira (Fátima)
Giesteira é uma aldeia da freguesia de Fátima, no concelho de Ourém, distrito de Santarém, pertencente à província da Beira Litoral, na região do Centro (Região das Beiras) e sub-região do Médio Tejo, em Portugal.